# Srebro subfluorid
Srebro subfluorid je neorgansko jedinjenje sa formulom Ag2F. Ovo je neuobičajeni primer jedinjenja kod koga je oksidaciono stanje srebra frakciono. Ovo jedinjenje se formira reakcijom srebra i srebro(I) fluorida:
Ag + AgF → Ag2F
Ono formira male kristale sa bronzanim odsjajom i dobar je provodnik elektriciteta. Ono se u kontaktu sa vodom skoro momentalno hidrolizuje uz precipitaciju praha srebra (Ag).

## Kristalna struktura
Ag2F poprima anti-CdI2 kristalnu strukturu, i.e. istu strukturu kao i kadmijum jodid, CdI2, ali sa "Ag½+ " centrima u I− pozicijama i F− u Cd2+ pozicijama. Najkraće rastojanje između atoma srebra je 299.6 pm (dok je to rastojanje u metalu 289 pm).